# Jacopo Ligozzi
Jacopo Ligozzi (Verona, 1547 – Firenze, marzo 1627) è stato un pittore italiano.

## Biografia
Nacque a Verona nel 1547 da una famiglia di artigiani e pittori. Il padre era il pittore e ricamatore Giovanni Ermanno Ligozzi, alla cui bottega si formò. Seguì il padre quando nel 1557 venne chiamato a Trento dal cardinale Cristoforo Madruzzo. In Trentino lascia la pala con Sant'Anna con la Vergine e i santi Gerolamo e Gregorio Magno (1566) in Sant'Antonio abate a Bivedo e, in collaborazione con il padre, quella con la Madonna con Bambino e i santi Silvestro e Lorenzo (1567) in San Silvestro a Vigo Lomaso. Al periodo di formazione veronese di Jacopo vengono anche ascritte l'Epifania nella Santissima Trinità, la Trinità e santi a Sant'Eufemia e il Ritrovamento della Croce a San Luca. Nel 1572 sposa Angela Baldassini.

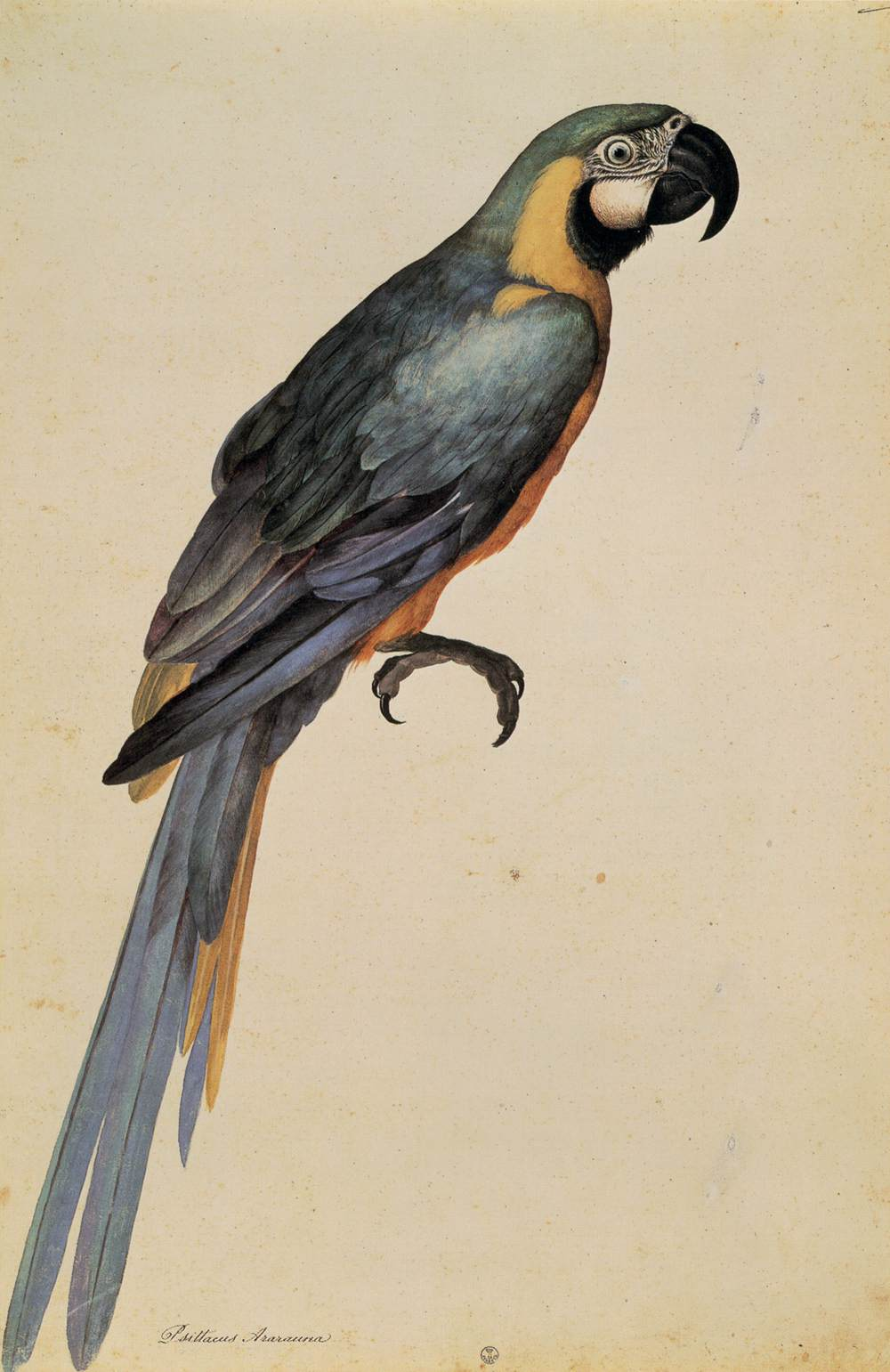
Psittacus ararauna, Gabinetto disegni e stampe degli Uffizi, Firenze

Nel 1577 è chiamato a Firenze dal granduca Francesco I, dove ebbe fin da subito modo di conoscere e venire apprezzato da Ulisse Aldrovandi, che diventerà uno dei suoi più fervidi ammiratori. Per dieci anni, fino alla morte del granduca, si cimentò nella creazione di un nutrito corpus di illustrazioni naturalistiche, sia botaniche che zoologiche, conservate al Gabinetto disegni e stampe degli Uffizi e, in maniera minore, nella Biblioteca Universitaria di Bologna, al punto di rendere questo genere artistico la sua specialità. Tra 1583-84 e 1586 fu impegnato, sotto incarico di Francesco I, della decorazione a tema naturalistico della Tribuna degli Uffizi, avvalendosi dell'aiuto di Donato Mascagni, Ludovico Cardi, Agostino Ciampelli e Gregorio Pagani, nel ventunesimo secolo perduta. Probabilmente entro il 1587 nella Tribuna venivano inoltre esposti tre paesaggi, una natura morta e un San Gerolamo (forse quello a Casa Vasari) di mano di Jacopo, come attesta l'inventario del 1589. Partecipò inoltre alla decorazione della grotta di Tetide nella villa di Pratolino, anch'essa andata perduta. Da metà anni ottanta si infittì inoltre la sua attività di pittore da cavalletto. Il 15 dicembre 1587, in occasione dei funerali del granduca Francesco I tenutisi a San Lorenzo, dipinse la Fortificazione di Livorno, parte del ciclo di dodici tele a chiaroscuro che ne celebravano le gesta (successivamente perduto).

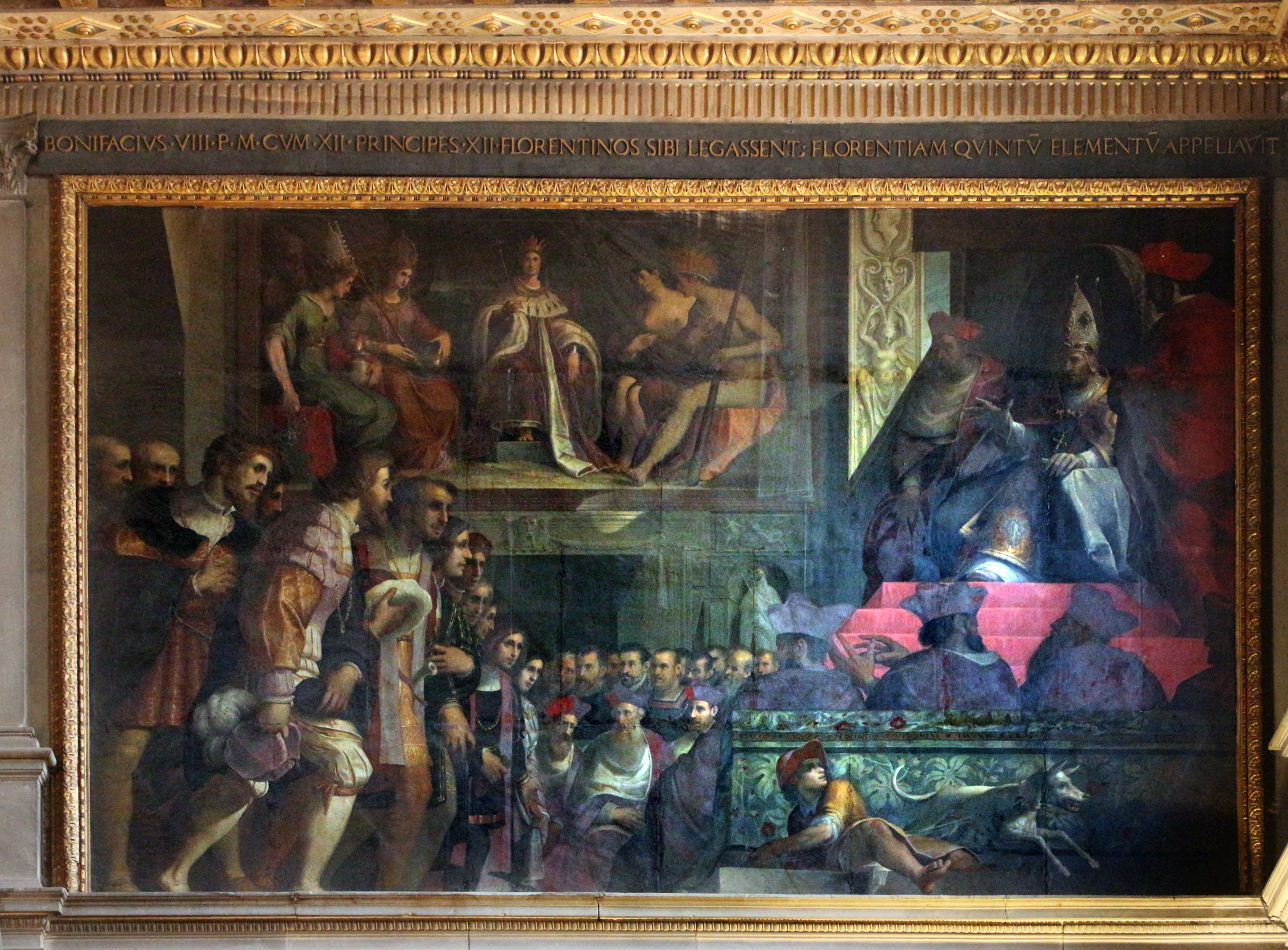
Bonifacio VIII riceve gli ambasciatori fiorentini, Salone dei Cinquecento, Palazzo Vecchio, Firenze

Con l'ascesa di Ferdinando I, il suo ruolo di artista di corte venne notevolmente ridimensionato, dovendo peraltro abbandonare la dimora al casino di San Marco che gli era stata concessa da Francesco I, trasferendosi in via Larga, pur rimanendo spesato dal granduca e spostando la propria bottega agli Uffizi. Partecipò alla decorazione in occasione delle nozze tra Ferdinando e Cristina di Lorena, di cui rimane un disegno preparatorio per la tela con l'Allegoria della Toscana che fu posta sulla facciata di palazzo Vecchio (British Museum). Sotto Ferdinando I, la sua attività artistica virò verso la grande pittura di figura: per la corte granducale ritrasse Maria de' Medici (1589, Uffizi) e realizzò le due enormi pitture su lavagna con l'Incoronazione di Cosimo I a granduca di Toscana (1591) e Bonifacio VIII riceve gli ambasciatori fiorentini (1592) per il salone dei Cinquecento in palazzo Vecchio, con l'assistenza del cugino Francesco Ligozzi. Negli stessi anni iniziò la sua attività di pittore di pale, eseguendo l'Allegoria del cordone di san Francesco (1589) per il convento del Bosco ai Frati e la Deposizione (1591) per la chiesa dei cappuccini a San Gimignano, un genere cui si dedicherà sempre più assiduamente. Dal 1593, non è più al servizio dei Medici, dovendo chiudere la bottega degli Uffizi e rinunciare al salario mensile.

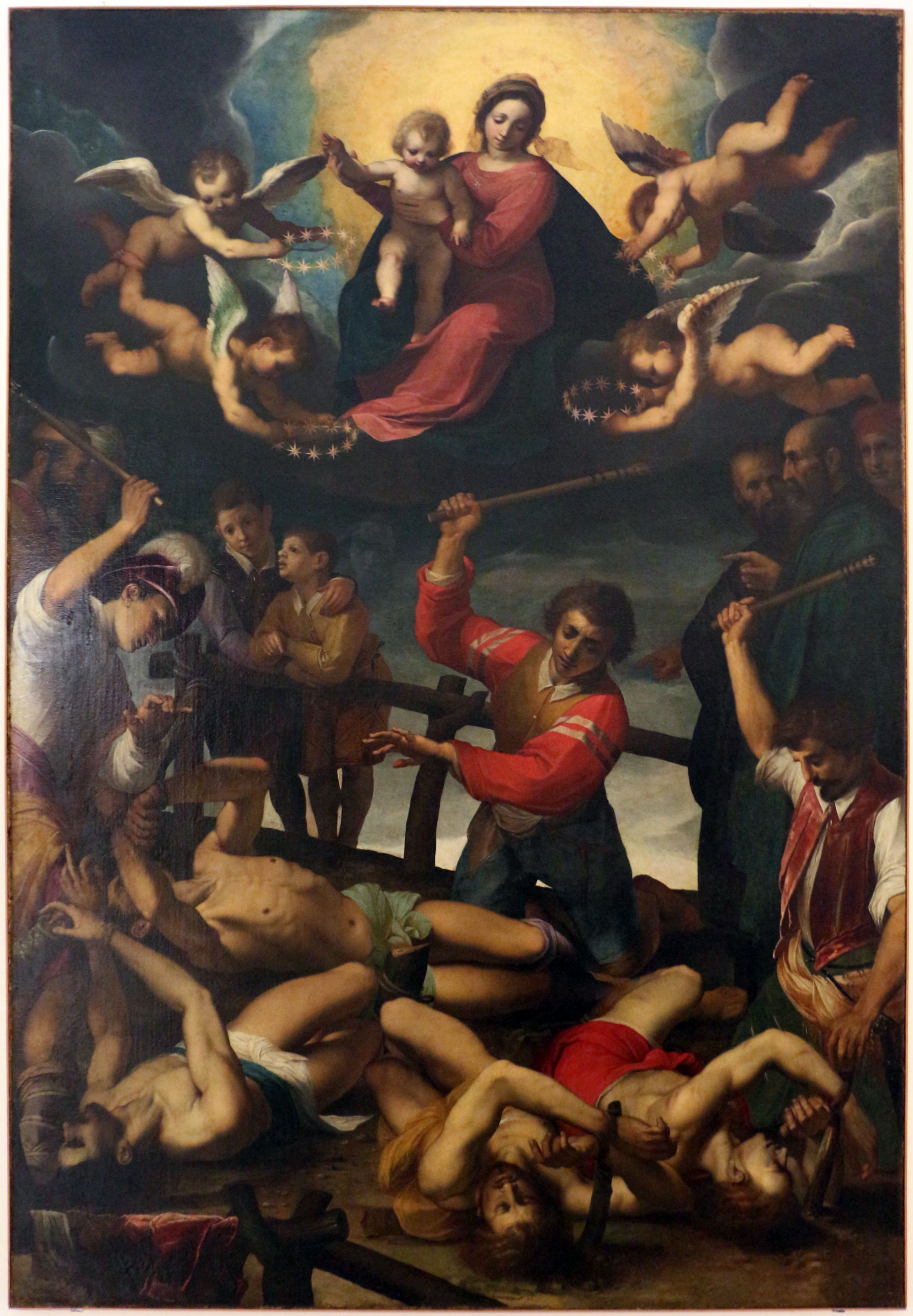
Martirio dei santi Quattro Coronati, Museo d'arte della città di Ravenna

Iniziò così l'attività di Ligozzi come artista indipendente. Tra 1592 e 1602 è in rapporti con i Gonzaga, dapprima cercando per loro conto pittori per la decorazione della villa di Marmirolo e in seguito come ritrattista e figurista. A questo periodo risalgono il Ritratto femminile (1593) del Museu nacional de arte antiga e numerose opere religiose, prima fra tutti San Girolamo sorretto dall'angelo (1593) per San Giovannino degli Scolopi, conservata nell'annesso convento, essendo stata sostituita dalla pala con i Tre arcangeli (1594), che è accompagnata sulle pareti laterali della cappella dalle tele con il Sogno di Giacobbe e San Michele abbatte Lucifero, tutte opere dello stesso Ligozzi. Al 1594 risalgono inoltre le Nozze mistiche di santa Caterina per i Santi Francesco e Chiara; l'Apparizione della Vergine a san Giacinto per San Marco (San Domenico, Fiesole); la Circoncisione (presso la curia arcivescovile di Lucca), il Battesimo di Cristo (Museo nazionale di Villa Guinigi), l'Adorazione del nome di Gesù (nella collezione Mazzarosa) e gli affreschi della tribuna (perduti) per l'oratorio della Confraternita del Nome di Gesù a Lucca. Seguono il Martirio di santa Dorotea (1595) per San Francesco a Pescia, San Diego d'Alcalà risana i malati (1595) per la San Salvatore in Ognissanti, la Visitazione per la cattedrale di Lucca e il Martirio dei santi Quattro Coronati (entrambi questi ultimi del 1596 e nel ventunesimo secolo al Museo d'arte della città di Ravenna). In queste opere Ligozzi dimostra interesse per alcuni degli artisti più aggiornati dell'epoca, come Ludovico Carracci, Federico Barocci, Aurelio Lomi e Giovanni Battista Paggi. Al 1597 risalgono l'Epifania (Galleria Palatina), e il contratto per la pala con la Natività della Vergine e il tondo da soffitto con l'Assunta per Monte Oliveto Maggiore. La Natività, licenziata entro il luglio 1598, fu acquistata per 300 scudi dal granduca Ferdinando I e poi offerto come dono di nozze a Isabella Clara Eugenia d'Asburgo; Jacopo eseguì dunque una seconda versione per la chiesa abbaziale, datata 1599. Per la Santissima Annunziata esegue la Pietà (1598) per la cappella della Madonna del Soccorso, in occasione del restauro eseguito dal Giambologna, e, per la cappella Dell'Antella, Papa Clemente IV conferisce i privilegi dell'Ordine servita al beato Manetto Dell'Antella (1602), che accompagna altre tre tele sulla vita del beato eseguite da Alessandro e Cristofano Allori e dal Passignano.

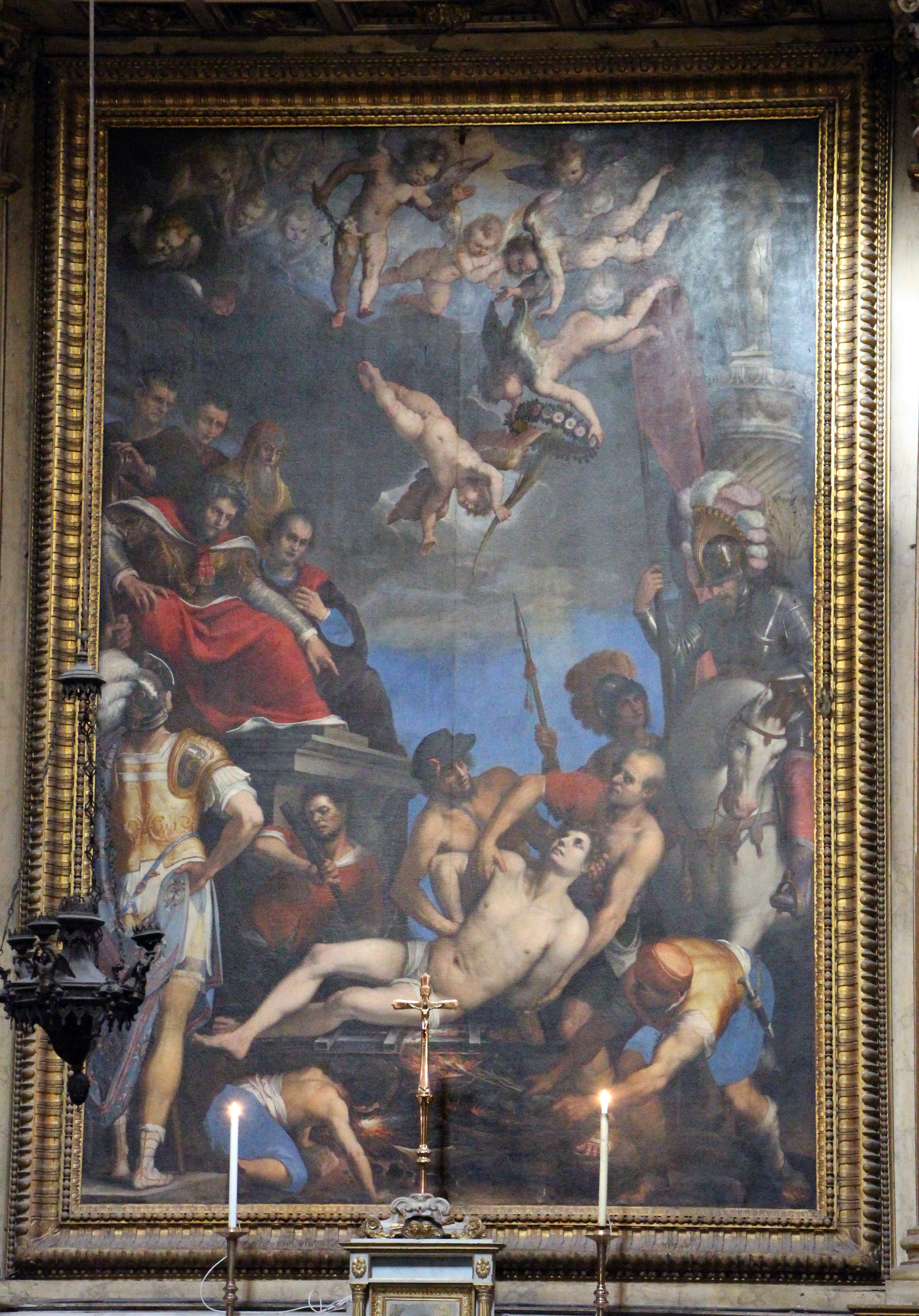
Martirio di san Lorenzo, basilica di Santa Croce, Firenze

Il nuovo secolo segna un netto miglioramento dei rapporti con il granduca, che lo incarica di disegnare mobili e suppellettili da fare eseguire all'Opificio delle pietre dure. Per il duca Vincenzo I Gonzaga copia invece una Madonna di Andrea del Sarto e una Giuditta di Raffaello delle collezioni medicee, quest'ultima acquistata invece da Ferdinando I per 40 ducati (alla Galleria Palatina), cosa che rovinò irrimediabilmente i rapporti con Mantova. In questi anni realizza la Madonna con Bambino e i santi Michele arcangelo e Antonio abate (1600) per i Santi Ippolito e Donato a Bibbiena, San Benedetto in adorazione della Vergine (1601) per San Fedele a Poppi e alcune Storie francescane in affresco per il chiostro di Ognissanti, prima che gli subentri Giovanni da San Giovanni. Tra 1604 e 1607 partecipò alla decorazione del soffitto di Santo Stefano dei Cavalieri a Pisa, assieme a Cristofano Allori, il Cigoli e l'Empoli, realizzando il Ritorno da Lepanto e la Presa di Nicopoli. Agli stessi anni risalgono il Miracolo di san Raimondo di Penyafort (1606) per Santa Maria Novella, la Maddalena in adorazione del Crocifisso (1607) per San Martino a Pisa e la Natività della Vergine e i santi Sebastiano e Raimondo di Penyafort (1607) per Santa Maria del Sasso a Bibbiena. Nel 1611 licenziò il Martirio di san Lorenzo per Santa Croce, mentre a partire dal 1607 si era impegnato nell'illustrazione per la Descrizione del Sacro Monte della Verna di Lino Moroni, edita nel 1612, cui fornì i disegni per la traduzione in stampa.

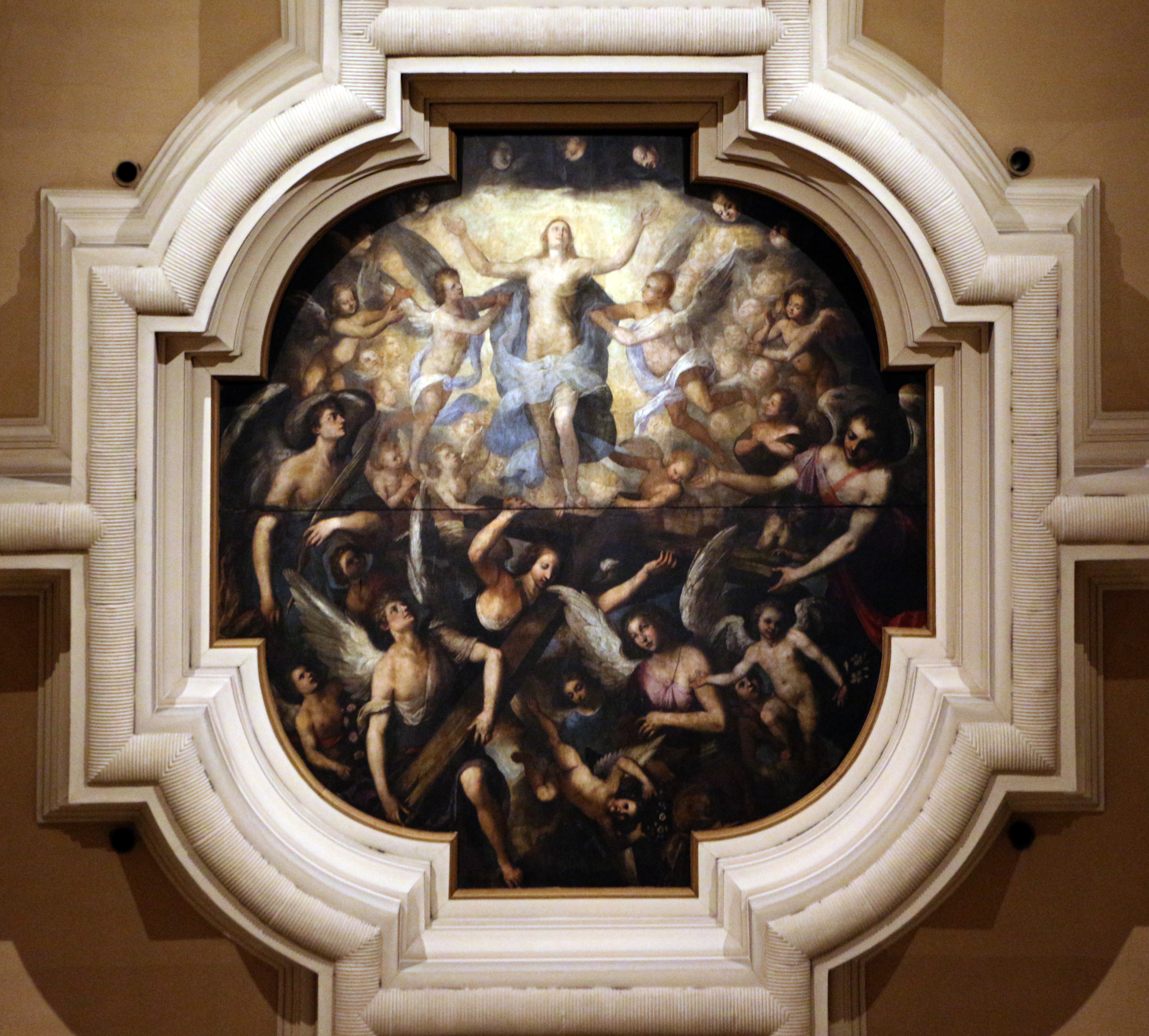
Apoteosi di santa Giulia, cattedrale di San Francesco, Livorno

A partire dal secondo decennio, comunque, la sua attività diminuì sempre più. Del 1614 è l'Annunciazione per San Bartolomeo a Modena. Del 1618, su commissione granducale, è il San Francesco in adorazione della Vergine, che fu posto nel 1621 sull'altare della cappella della villa di Poggio Imperiale (alla Galleria Palatina). A 1619 risalgono invece la Resurrezione di Lazzaro per i Santi Marco e Lorenzo a Poppi, dove si può riconoscere la collaborazione dell'unico figlio pittore, Francesco, e Gli ambasciatori veronesi consegnano al doge le chiavi della città, commissionata dal consiglio cittadino di Verona per la propria sede. L'ultima commissione pubblica significativa fu la decorazione del soffitto di San Francesco a Livorno, assieme all'Empoli e al Passignano, cui contribuì con l'Apoteosi di Santa Giulia (1619-1623). Dal 1620 Cosimo II gli concesse una provvigione mensile, che gli verrà confermata in seguito fino alla morte. Fu sepolto in San Marco.

## Mostre
Nel 1961 presso il Gabinetto disegni e stampe degli Uffizi a Firenze si tenne la Mostra di disegni di Jacopo Ligozzi (1547-1626), curata da Mina Bacci e Anna Forlani.
Nel 1992 il Castello dei conti Guidi a Poppi ospitò l'esposizione Jacopo Ligozzi in Casentino, a cura di Lucilla Conigliello.
Nel 2014 la Galleria Palatina a Firenze gli ha dedicato una mostra, Jacopo Ligozzi. "Pittore universalissimo", curata da Alessandro Cecchi, Lucilla Conigliello e Marzia Faietti, che intendeva illustrare l'arco di attività del pittore e soprattutto i diversi ambiti nei quali si trovò a operare. In concomitanza, nel Gabinetto disegni e stampe degli Uffizi si è tenuta la mostra Jacopo Ligozzi, "altro apelle", a cura di Maria Elena De Luca e Marzia Faietti, che ne indagava la produzione grafica.